# Aéroport de Welshpool
L'Aéroport de Welshpool (aussi connu sous le nom de Mid-Wales Airport) est situé à 3,7 kilomètres au sud de Welshpool,.
Il possède une licence ordinaire CAA (numéro P865) qui permet des vols pour le transport public de passagers ou pour des cours de pilotage. L'aéroport est autorisé pour une utilisation de nuit. 
L'aéroport de Welshpool est l'une des bases utilisées par la Wales Air Ambulance.
Un meeting aérien a lieu chaque année en juin.

## Piste
La piste est orientée 04/22 est mesure 1020 mètres de long pour 18 mètres de large.